# Вечорниці лісові
Вечорниці лісові, вечорниці запашні як Hesperis suaveolens (Hesperis sylvestris) — вид рослин з родини капустяних (Brassicaceae), поширений у південній і середній Європі.

## Опис

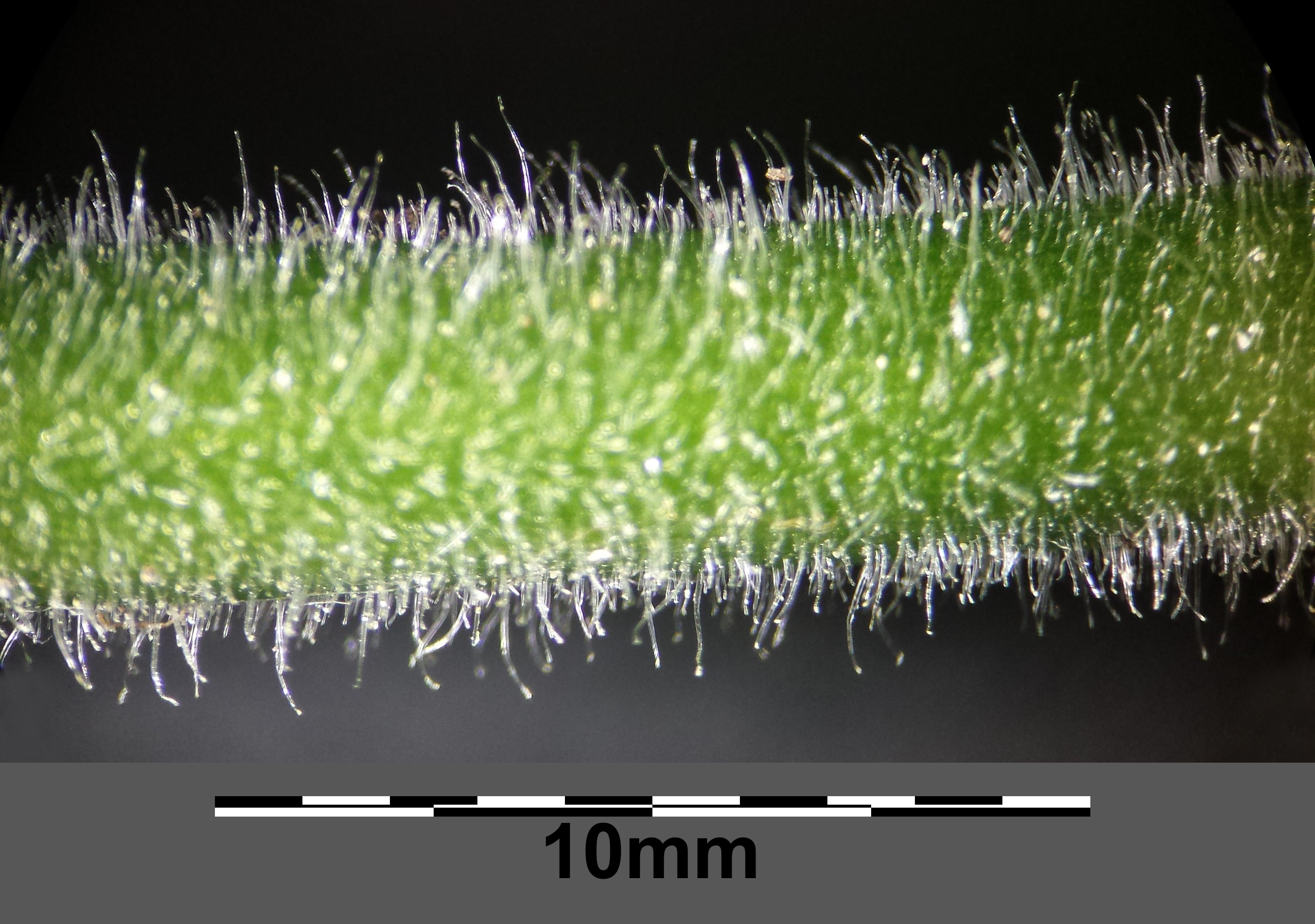
стебло

Дворічна рослина 80–100 см заввишки. Рослина вкрита густими, але дуже короткими простими і залозистими волосками, тільки гілочки суцвіття голі або рідко-волосисті. Пелюстки рожево-фіолетові, 16–19 мм завдовжки, з оберненояйцеподібним відгином і нігтиком, помітно довші від чашечки.

## Поширення
Поширений у південній і середній Європі.
В Україні вид зростає у лісах і серед чагарників — в Розточчі-Опіллі (Львівська обл., Золочівський р-н, с. Червоне) і на півдні Поділля, рідко.